# Azarug
Azarug fue una organización juvenil de izquierdas de las Islas Canarias fundada en 1992 que tuvo como objetivo la independencia del archipiélago. 
Se definía como una organización de izquierda revolucionaria e independentista. Sus principios eran el antiimperialismo, el anticapitalismo, ecologismo, antimilitarismo y feminismo, así como el fortalecimiento de la cultura y la identidad canaria (la difusión, fortalecimiento y defensa de los valores que constituyen la Identidad Nacional Canaria) promoviendo el amazighismo.
La toma de decisiones era asamblearia y se dotaba de una organización horizontal, buscando implementar la democracia directa y la autogestión también dentro de su estructura.

## Historia
Azarug se fundó en Tenerife a partir de la unión de las juventudes del Congreso Nacional de Canarias (CNC) y el Frente Popular de las Islas Canarias (FREPIC-AWAÑAK), buscando superar la confrontación entre estos dos partidos políticos que entonces eran los dos principales exponentes del independentismo. Posteriormente, militantes de otros partidos como Izquierda Verde - Izegzawen se unieron a Azarug. Después de la creación de una nueva asamblea insular en Gran Canaria el grupo se fue acercando cada vez más a posiciones más izquierdistas, añadiendo la estrella roja socialista a su símbolo.